# Черепаха (боевой порядок)

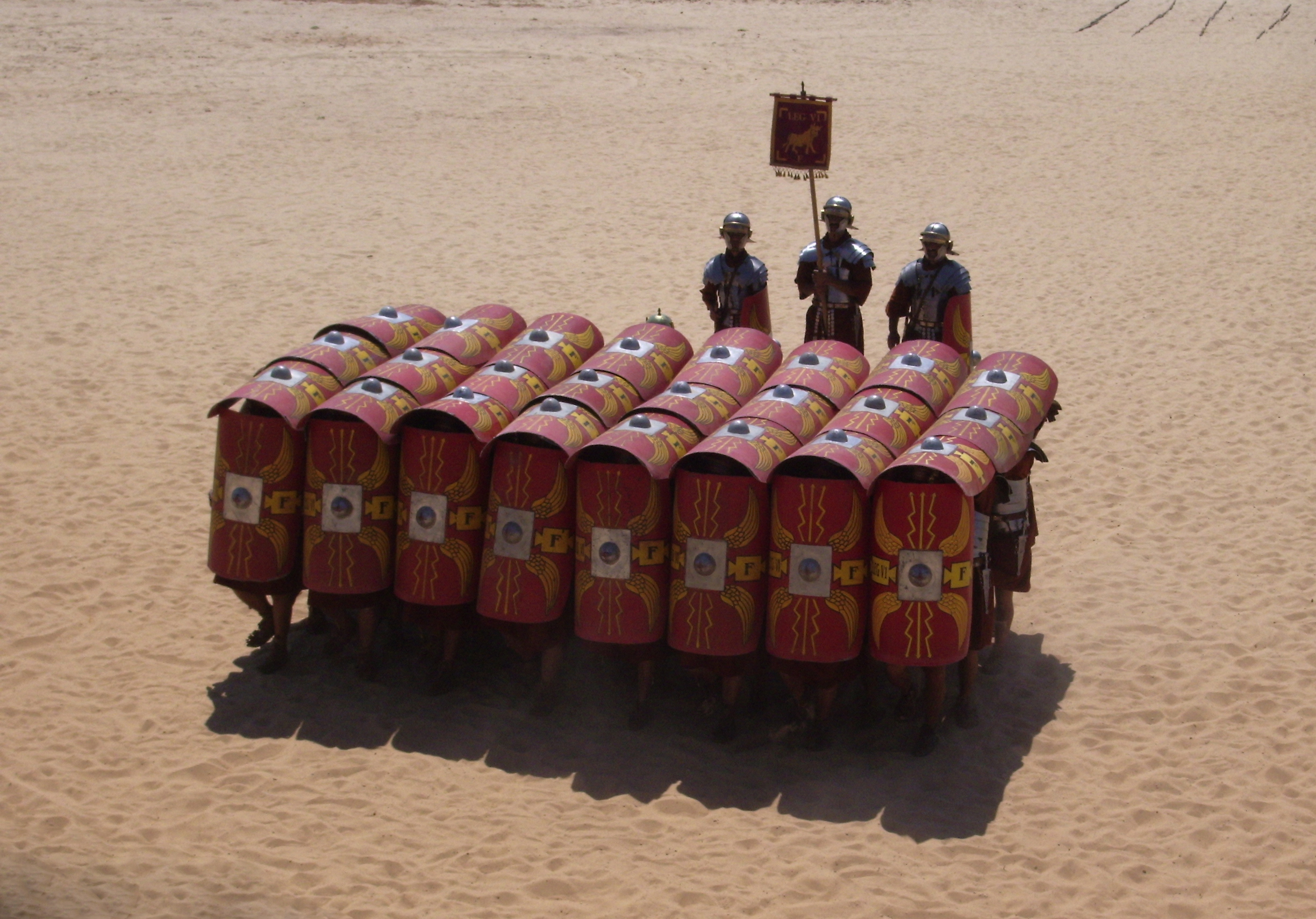
«Черепаха». Историческая реконструкция

«Черепа́ха» (лат. testudo) — боевой порядок римской пехоты, предназначенный для защиты от метательных снарядов во время полевых сражений и осад. В армии Византийской империи аналогичное боевое построение именовалось «фулкон» (греч. φούλκον).

## Описание

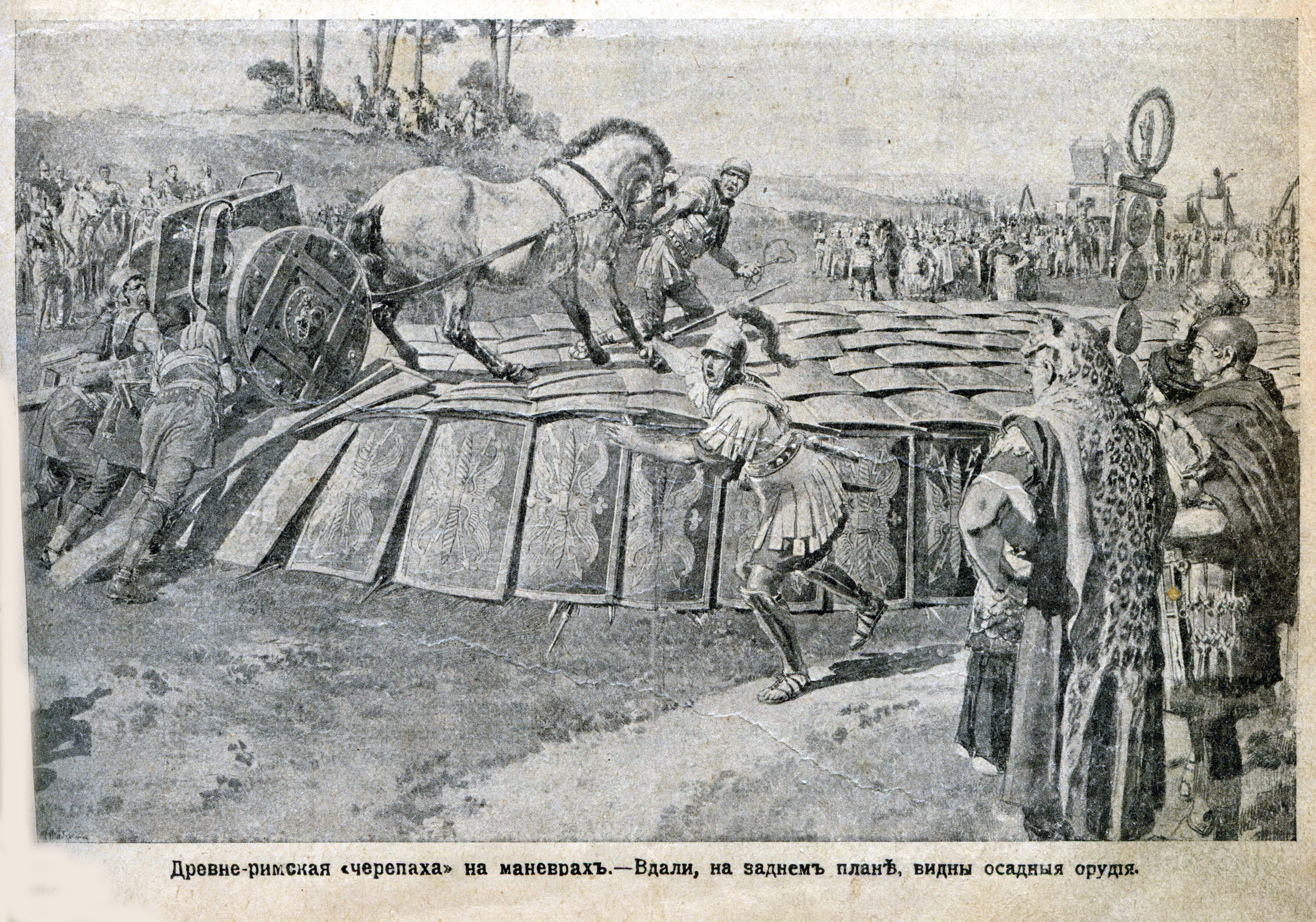
Иллюстрация из журнала «Природа и люди» (1915), изображающая манёвры римской армии

По команде «Testudinem formate!» воины образовывали прямоугольник с минимальными интервалами между рядами. Первая шеренга смыкала щиты, держа их прямо перед собой, а последующие шеренги — над головой (балансируя на шлемах), причём края щитов заходили один за другой. При необходимости крайние воины в каждой шеренге обращали щиты наружу (для защиты с флангов), а в последней шеренге — пятились (для защиты с тыла). Таким образом, получалась сплошная стена щитов. Дион Кассий сообщает, что «черепаха» была настолько прочна, что по ней даже могли проехать лошади и повозки.
В соответствии с реконструкцией П. Коннолли, «черепаха» из 27 воинов выглядела бы следующим образом: шесть человек, стоящие в переднем ряду, укрываются за щитами четверых, стоящих в середине, а двое крайних разворачивают щиты наружу. Во втором, третьем и четвёртом рядах, состоящих из семи человек каждый, крайние двое разворачивают щиты наружу, а пятеро, стоящие в середине, держат щиты над головой. По мнению Коннолли, «черепаха» могла состоять из любого числа воинов, лишь бы в первом ряду стояло на одного человека меньше, чем в остальных.

## Боевое применение в полевых сражениях
«Черепаха» применялась для защиты от всех типов метательных снарядов, кроме снарядов тяжёлых метательных машин. Плутарх так описывает применение «черепахи» в Парфянском походе Марка Антония 36 года до н. э.:

Когда римляне спускались с какой-то крутой высоты, парфяне ударили на них и разили стрелами, меж тем, как они медленно сходили вниз, но затем вперёд выдвинулись щитоносцы, приняли легковооружённых под свою защиту, а сами опустились на одно колено и выставили щиты. Находившиеся во втором ряду своими щитами прикрыли их сверху, подобным же образом поступили и воины в следующих рядах. Это построение, схожее с черепичной кровлей, напоминает отчасти театральное зрелище, но служит надёжнейшею защитой от стрел, которые соскальзывают с поверхности щитов. Видя, что неприятель преклоняет колено, парфяне сочли это знаком усталости и изнеможения, отложили луки, взялись за копья и подъехали почти вплотную, но тут римляне, издав боевой клич, внезапно вскочили на ноги и, действуя метательным копьём словно пикой, передних уложили на месте, а всех прочих обратили в бегство.

Основными недостатками «черепахи» было то, что из-за плотности построения рукопашный бой был крайне затруднителен, а из-за необходимости держать строй приходилось жертвовать скоростью передвижения. Слабые стороны «черепахи» в противостоянии одновременно с тяжёлой конницей и конными лучниками показывает Дион Кассий в описании битвы при Каррах:

…(2) Если они решали сомкнуть щиты, чтобы плотностью своего строя избежать выпущенных парфянами стрел, то набросившиеся на них копейщики своим натиском некоторых из них убивали, а некоторых совершенно рассеивали; если же они разъединяли строй, чтобы этого избежать, то их поражали стрелами. (3) В это время многие умирали, обезумев от страха от одного только прибытия копейщиков, и многие были истреблены конниками, оказавшись в безвыходном положении; а другие были повержены ударами копий или их уносили, пронзённых. (4) А метательные снаряды, одновременно с этим падая на них часто и повсеместно, многих сражали смертельным ударом, а многих — делали небоеспособными. Покоя же они не давали всем: ведь они вонзались им в глаза, поражали руки и другие части тела, и, пронзая доспехи и лишая воинов этой защиты, принуждали их обнажаться перед новыми ранениями, (5) так что пока человек защищался от стрел или извлекал уже вонзившиеся в него, он получал одну за другой ещё больше ран. Поэтому им было трудно двигаться, но трудно и оставаться в покое; ведь они не имели безопасности ни в том, ни в другом случае, но то и другое несло гибель, одно — так как они не могли это осуществить, другое — так как в этом случае их было легче изранить.

## Боевое применение при осадах
Описание боевого применения «черепахи» при осаде Иерусалима (70 год н. э.) оставил Иосиф Флавий:

Иудеи защищались с высоты галерей и неоднократно отбивали атаки на стены, но вынуждены были всё-таки отступить перед горячей стрельбой. Тогда римляне устроили так называемую черепаху, состоявшую в том, что передовые солдаты крепко упирали свои щиты в стены, следовавшие за ними упирали свои щиты в предыдущие и т. д. Стрелы, падавшие на этот навес, скользили по поверхности без всякого действия: солдаты могли теперь совершенно спокойно подкопать стену и сделали уже приготовления к тому, чтобы поджечь храмовые ворота.

Для борьбы с «черепахой» противники римлян метали со стен тяжёлые предметы (камни, брёвна), поливали «черепаху» кипящим маслом, чтобы заставить легионеров сломать строй, а также стремились сделать мостки, по которым римские воины взбирались на стену (вал), скользкими (например, при осаде Иотапаты иудеи забрасывали мостки варёной греческой сочевицей).
|  |  |  |

## Фулкон
В «Стратегиконе Маврикия» описывается фулкон — пехотный строй византийской армии раннего Средневековья, во многом сходный с «черепахой». Термин, возможно, происходит от германского Volk (в современном немецком языке означает «народ, люди»). Согласно описанию, первые шеренги в фаланге смыкали щиты и выставляли вперёд копья, уперев их древком в землю.
Третья и четвёртая шеренга, возвышавшиеся над первыми двумя, должны были при приближении врага пускать в ход копья и как метательное оружие и как оружие ближнего боя. Автор указывает на необходимость тренировать воинов двигаться в подобном строю.

## Современное использование
Схожее с «черепахой» построение иногда применяется спецподразделениями полиции разных стран в ходе противодействия массовым беспорядкам.